# HARELUYA
『HARELUYA』（ハレルヤ）は、梅澤春人による漫画作品。

## 概要
1991年7月、週刊少年ジャンプ特別編集増刊「少年ジャンプ Summer Special」（集英社）に一話完結の読み切りとして掲載（「梅澤勇人」名義）。その後、週刊少年ジャンプ本誌に1992年26号から35号まで連載される。全1巻。
連載当初は人気が出ず打ち切りが決定するが、終盤で不良漫画に移行していくと共に人気が上昇。本作終了後、改めて『HARELUYA II BØY』として連載を開始し、長期連載となった。登場キャラクターの多くは少々設定を変え、次作『BØY』に登場している。

## あらすじ
遊び好きの神の息子、晴矢が人間界に落ち、愛すべく人間に出会い人間愛に目覚め、神（自分）の意味を知る物語。

## 登場人物
ハレルヤ / 日々野晴矢（ひびの はれるや）
主人公。天界を治める神の息子であり、次期神として21世紀の神の座を受け継ぐ立場にあったが、身勝手な人間に対する嫌悪感を隠さない態度に加え、酒と女に溺れる自堕落な生活に堕していた。
その放埓ぶりを見とがめた父の手により、人間の持つ「愛」の本質を学ばせるという名目で地上へ落とされた上に神の力の源である頭上のリングを奪われただのひ弱な人間になってしまう。
シスター・クリスに保護された後「日々野晴矢」という名前を与えられ、地上で人間として生活を送ることになる。
シスター・クリス
山の上教会に所属するシスター。街頭で暴れていたハレルヤを保護し、彼に「日々野晴矢」という名前を与えて教会に居候させる。
どんなに裏切られ傷つけられようとも人の善性を信じようとする純粋な心を持ち、命の危機にさらされても大切な人々を守ろうとする勇気と深い愛が、晴矢に人間の愛の素晴らしさを教え諭すこととなった。
涼子は毎週この教会に通っている。
氷室真志（ひむろ まさし）
晴矢のクラスメート。喧嘩が強く悪名高いが根は優しい。日々野と岡本の3人で冷凍庫のバイトをしている。涼子と幼馴染。退学になりかけたが日々野が氷室を殴って停学になった事で退学は免れる。
神崎（かんざき）
当作品の悪役である。「デビルズ・シュガー」と呼ばれるカラタチやイバラの枝のような棘を血管に刺して注入する方法の自然物のドラッグを売りさばく。
ハレバレ
20世紀の神。ハレルヤの父。次期神でありながら人間を見放して自堕落な生活に溺れる息子の姿を見て地上の行く末を案じ、人間にも愛という素晴らしい心があることを身をもって教えるため、ハレルヤを地上に落とした。更に頭上のリングを消し去り、神の力を奪い去ってひ弱な肉体を持つただの人間に変えてしまう。その後、騒動を経て人間の愛の素晴らしさを学んで成長した息子を次期神として認め、再び天界に呼び戻す。

## 単行本
- 1993年1月12日発売、ISBN 978-4088712451